# Elizabeth Salmón

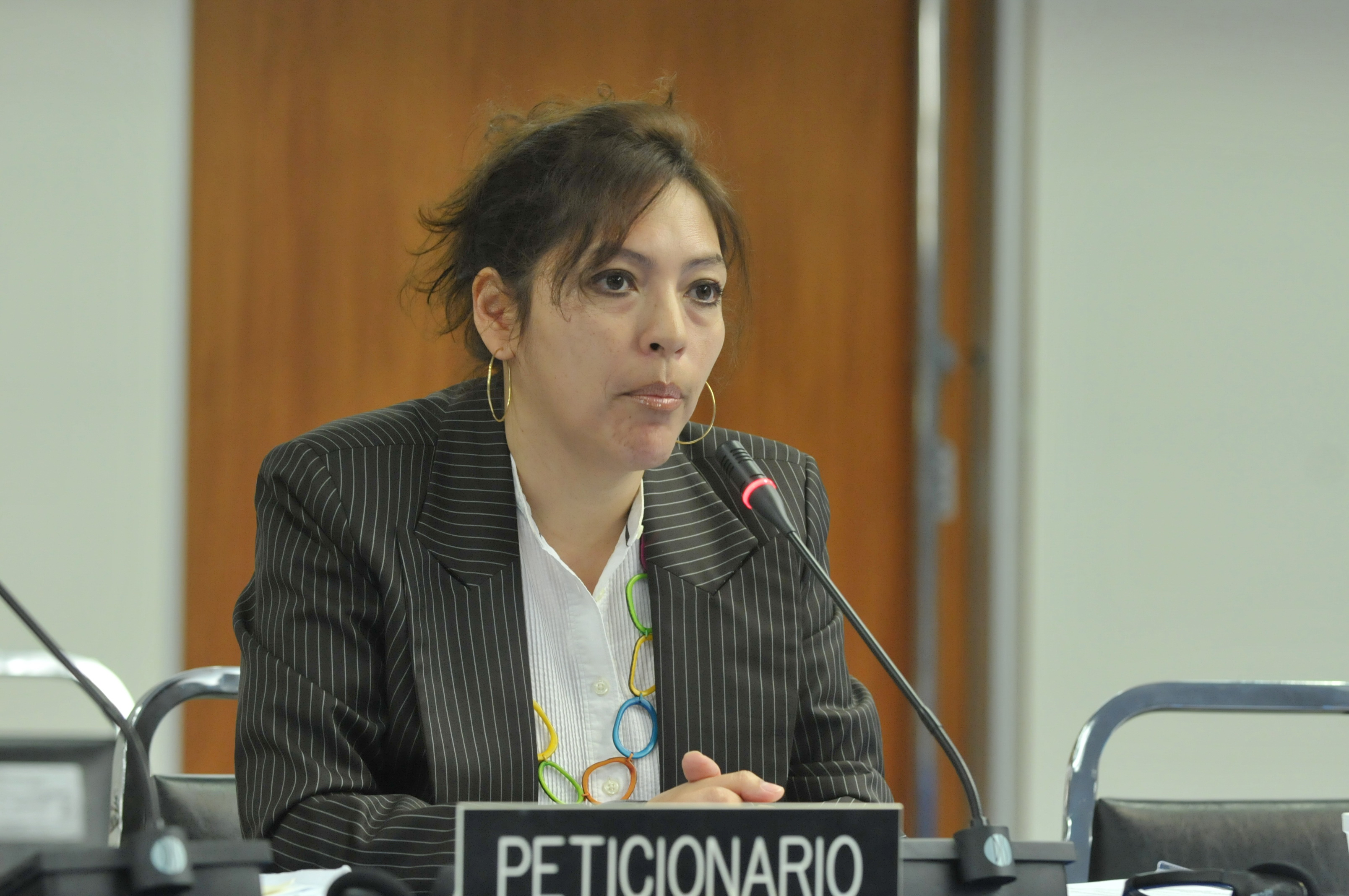
Elizabeth Salmón

Elizabeth Silvia Salmón Gárate (* 1966 in Lima) ist eine peruanische Rechtswissenschaftlerin. Sie ist seit 2022 UN-Sonderberichterstatterin zur Menschenrechtssituation in Nordkorea.

## Herkunft und Ausbildung
Salmón wurde 1966 in Lima geboren. Sie schloss ihr Jurastudium 1990 an der Päpstlichen Katholischen Universität von Peru (PUCP) in Lima ab. Sie wechselte an die Universität Sevilla in Spanien, wo sie 1996 in Internationalem Recht promovierte.

## Karriere
Sie ist Professorin für internationales Recht an der PUCP und Exekutivdirektorin am dortigen Instituto de Democracia y Derechos Humanos (IDEHPUCP).
Seit 2010 ist sie Dozentin in einem Masterstudiengang an der Universitat Oberta de Catalunya in Barcelona über Menschenrechte, Demokratie und Globalisierung, der – unter anderen – viele Studenten aus Lateinamerika anzieht.
Sie ist Autorin einer Vielzahl von Veröffentlichungen zum Völkerrecht, Menschenrechten, internationalem Strafrecht, internationalem humanitärem Recht und zu Justiz im Wandel.
Darüber hinaus war sie Peer-Reviewerin für die Neuauflage des Kommentars zur ersten Genfer Konvention von 2016. Sie war Mitherausgeberin des International Review des Roten Kreuzes, der juristischen Fakultät der Universidad del Rosario im kolumbianischen Bogotá und des Mexican Yearbook of International Law.
Als Beraterin war sie für das in Rom erscheinende Magazins Processi Storici e Politiche di Pace, das International Referees State Law Journal, La Revue des Droits de l’Homme und die United Nations Audiovisual Library of International Law tätig.

## Sonstige Aufgaben
Sie ist Vorsitzende des Beraterkomitees des UN-Menschenrechtsrates.
Sie war Mitarbeiterin in der peruanischen Wahrheits- und Versöhnungskommission, die die Menschenrechtsverletzungen in den kriegerischen Auseinandersetzungen zwischen der Regierung und der Guerilla-Organisation Sendero Luminoso („Leuchtender Pfad“) in den 1980er und 1990er Jahren aufarbeitete.
Seit 2018 ist sie Leitende Expertin der Kolumbianischen Sondergerichtsbarkeit für den Frieden (span.: Jurisdicción Especial para la Paz, JEP), die das wesentliche juristische Organ des Friedensabkommens von 2016 zwischen der Regierung und der FARC-Guerilla mit den Zielen Wahrheit, Gerechtigkeit, Wiedergutmachung und Sicherung der Nichtwiederholung darstellt.

## UN-Sonderberichterstatterin
In August 2022 wurde sie als Nachfolgerin des Argentiniers Tomás Ojea Quintana vom UN-Menschenrechtsrat zur ehrenamtlichen UN-Sonderberichterstatterin zur Menschenrechtssituation in Nordkorea ernannt.
Bei ihrem ersten Besuch in Korea beklagte sie den extremen Mangel an Informationen aus der „DPRK“, der Abkürzung für Democratic People’s Republic of Korea, die Salmón konsequent verwendet. Fast alle Akteure, mit denen sie in Südkorea zusammengetroffen sei, hätten keinen Zugang zu Informationen über die aktuelle Menschenrechtslage in Nordkorea. Die derzeitige Isolierung der DVRK und der Mangel an Informationen seien eine der größten zu bewältigenden Herausforderungen.
Große Sorge bereite die Unterernährung der Bevölkerung in Nordkorea, die schon lange vor der Covid-19-Pandemie begann. Das Land erlebe mutmaßlich eine der schlimmsten Hungersnöte seit Jahren.
Ein Sprecher des nordkoreanischen Außenministeriums kritisierte den Besuch Salmóns in Südkorea und bezeichnete sie als „Marionette der Vereinigten Staaten“. Salmón sagte, dass das Sprechen über die Menschenrechtsverletzungen in Nordkorea „eine Notwendigkeit“ sei und Teil des Denuklearisierungsprozesses in Nordkorea sein müsse. Ihre Aufgabe bestehe darin, die Menschenrechtsverletzungen in Nordkorea zu dokumentieren und eine Erinnerung an das Geschehen aufzubauen.

## Positionen
Salmón beklagt, dass Frauen in den Institutionen und Gremien der Vereinten Nationen unterrepräsentiert sind und betont die Bedeutung von Einrichtungen wie dem CEDAW-Komitee und der Arbeitsgruppe zur Diskriminierung von Frauen und Mädchen (WGD).
Sie setzt sich im Bereich Erziehung und Ausbildung für den Einsatz von Onlinemedien ein, denen sie ein enormes Potential für eine Demokratisierung von Bildung zuspricht.

## Publikationen (Auswahl)
- mit Juan-Pablo Pérez-León-Acevedo: Reparation for victims of serious violations of international humanitarian law: New developments in Revue Internationale de la Croix-Rouge/International Review of the Red Cross 104(919):1–29, 2022, doi:10.1017/S1816383122000297
- mit Magnus Killander: The EU’s engagement with non-European regional organisations on human rights in The European Union and Human Rights (pp. 210–227), 2020, doi:10.1093/oso/9780198814191.003.0010
- Introducción al Sistema Interamericano de Derechos Humanos, Fondo Editorial de la Pontificia Universidad Católica del Perú, 2020, ISBN 978-612-317-456-9
- The Contribution of International Law to the Respect for Human Rights and the Establishment of a Real State of Law in Latinamerica Hendu – Revista Latino-Americana de Direitos Humanos 5(2):3, 2015 doi:10.18542/hendu.v5i2.2250
- als Herausgeberin: Miradas que construyen. Perspectivas multidisciplinarias sobre los Derechos Humanos. Fondo Editorial de la Pontificia Universidad Católica del Perú, Lima 2006, ISBN 9972-42-775-7